# Pamela Gidley
Pamela Gidley, nata Pamela Catherine Gidley (Methuen, 11 giugno 1965 – Seabrook, 16 aprile 2018), è stata un'attrice statunitense.

## Biografia
Gidley è nata a Methuen, Massachusetts, ed è cresciuta a Salem, New Hampshire, terza di quattro fratelli e unica figlia. Aveva due fratelli maggiori, Glenn e Daniel, e un fratello minore, Brian. 
Aggiudicatasi il titolo di La ragazza più bella del mondo della Wilhemina Modeling Agency il 12 marzo  nel 1985 a Sydney, Australia, Pamela Gidley esordisce nel 1986 nella pellicola Thrashin' - Corsa al massacro.
Nel 1990 partecipa al film Punto d'impatto e nel 1992 interpreta il ruolo di Teresa Banks in Fuoco cammina con me di David Lynch.
Successivamente è diretta da Mike Figgis in Liebestraum, Jim Abrahams in Mafia! e Uli Edel nell'horror Il mio amico vampiro.
Sul versante delle serie televisive, tra il 1997 e il 2000 interpreta Brigitte Parker in diciassette episodi di Jarod il camaleonte e tra il 2000 e il 2002 è guest star in cinque episodi di CSI - Scena del crimine.
Muore il 16 aprile 2018, nella sua casa a Seabrook, New Hampshire, a soli 52 anni. La famiglia non ha mai rivelato la causa della morte, limitandosi a dichiarare che è "morta pacificamente nella sua casa".

## Filmografia

### Cinema
- Thrashin' - Corsa al massacro (Thrashin'), regia di David Winters (1986)
- Dudes, diciottenni arrabbiati (Dudes), regia di Penelope Spheeris (1987)
- Bambola meccanica mod. Cherry 2000 (Cherry 2000), regia di Steve De Jarnatt (1987)
- Il peso del ricordo (Permanent Record), regia di Marisa Silver (1988)
- Blue Iguana (The Blue Iguana), regia di John Lafia (1988)
- Punto d'impatto (The Last of the Finest), regia di John Mackenzie (1990)
- Pazzi (Disturbed), regia di Charles Winkler (1990)
- Autostrada per l'inferno (Highway to Hell), regia di Ate de Jong (1991)
- Liebestraum, regia di Mike Figgis (1991)
- Fuoco cammina con me (Twin Peaks: Fire Walk with Me), regia di David Lynch (1992)
- Love Is Like That, regia di Jill Goldman (1992)
- Paper Hearts, regia di Rod McCall (1993)
- Caduta libera (Freefall), regia di John Irvin (1994)
- S.F.W. - So Fucking What, regia di Jefery Levy (1994)
- The Crew, regia di Carl Colpaert (1994)
- The Little Death, regia di Jan Verheyen (1996)
- Aberration, regia di Tim Boxell (1997)
- Kiss & Tell, regia di Jordan Alan (1997)
- Bombshell, regia di Paul Wynne (1997)
- The Maze, regia di Joëlle Bentolila (1997)
- Mafia! (Jane Austen's Mafia!), regia di Jim Abrahams (1998)
- The Treat, regia di Jonathan Gems (1998)
- Liar's Poker, regia di Jeff Santo (1999)
- Il mio amico vampiro (The Little Vampire), regia di Uli Edel (2000)
- Goodbye Casanova - film TV, regia di Mauro Borrelli (2000)
- True blue - L'anello mancante (True Blue), regia di J.S. Cardone (2001)
- Puzzled, regia di Tosca Musk (2001)
- Luster, regia di Everett Lewis (2002)
- Landspeed - Massima velocità (Landspeed), regia di Christian McIntire (2002)
- Twin Peaks: The Missing Pieces, regia di David Lynch (2014)

### Televisione
- MacGyver – serie TV, episodio 2x05 (1986)
- Crime Story – serie TV, 1 episodio (1987)
- Vietnam addio (Tour of Duty) – serie TV, 3 episodi (1987-1988)
- Glory Days – film TV (1988)
- Blue Bayou – film TV (1990)
- Angel Street – serie TV, 8 episodi (1992)
- Angel Street – film TV (1992)
- Strange Luck – serie TV, 17 episodi (1995-1996)
- Man Made – film TV (1998)
- Jarod il camaleonte (The Pretender) – serie TV, 17 episodi (1997-2000)
- CSI - Scena del crimine (CSI: Crime Scene Investigation) – serie TV, 5 episodi (2000-2002)
- Skin – serie TV, 6 episodi (2003-2004)
- The Closer – serie TV, 1 episodio (2006)

## Doppiatrici italiane
Nelle versioni in italiano delle opere in cui ha recitato, Pamela Gidley è stata doppiata da:
- Claudia Razzi in Jarod il camaleonte
- Roberta Pellini ne Il mio amico vampiro
- Alessandra Cassioli in CSI - Scena del crimine
- Sabrina Duranti in The Closer